# Rymice
Rymice – gmina w Czechach, w powiecie Kromieryż, w kraju zlińskim. Według danych z dnia 1 stycznia 2012 liczyła 606 mieszkańców.
Na terenie miejscowości znajduje się skansen ludowego budownictwa.